# Eimeria sciurorum

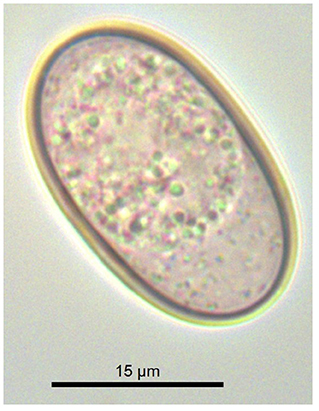
Mikroskopaufnahme einer unsporulierten Oozyste von Eimeria sciurorum aus dem Kot von Sciurus meridionalis (schwarzes kalabrisches Eichhörnchen).

Eimeria sciurorum ist ein einzelliger Parasit des Darms aus der Gruppe der Kokzidien. Es befällt mehrere Arten aus der Gattung der Eichhörnchen (Sciurus).
E. sciurorum besiedelt vor allem das Colon, wo es bei den betroffenen Eichhörnchen eine Kokzidiose auslöst.

## Symptome der Wirte
Ein geringgradiger Befall mit E. sciurorum ist weitgehend symptomlos. Bei gravierendem Befall ist Appetitlosigkeit, Abmagerung sowie wässrig-schleimiger Durchfall, dem Phasen der Obstipation folgen, beobachtet. Insbesondere bei Jungtieren kann dies tödlich sein. E. sciurorum kann bei Eichhörnchen jedoch auch epidemieartig auftreten. So entdeckte der italienische Mikrobiologe Bruno Galli-Valerio (1867–1943) 1922 im Kot von Eichhörnchen in Schweizer Kantonen nachgewiesen. Dort nahm der Bestand der Tiere auffällig ab und Jungtiere fehlten fast völlig. 1943 verendeten in Finnland etwa 1 Million Eichhörnchen an durch E. sciurorum hervorgerufener Kokzidiose.

## Diagnose
Wie alle Eimerien lässt sich E. sciurorum mittels Flotationsverfahren aus Kotproben isolieren und mikroskopisch nachweisen.

## Wirte
Eimeria sciurorum ist – im Gegensatz zu vielen anderen Arten der Gattung Eimeria – nicht strikt artspezifisch. Bisher sind folgende Eichhörnchenarten bekannt, die der Parasit befällt:
- Eurasisches Eichhörnchen (Sciurus vulgaris)
- Kalabrisches schwarzes Eichhörnchen (Sciurus meridionalis)
- Rotbauchhörnchen (Sciurus aureogaster)
- Grauhörnchen (Sciurus carolinensis)
- Fuchshörnchen (Sciurus niger)[7]